# Aufseß
Aufseß là một đô thị ở huyện Bayreuth bang Bayern nước Đức. Đô thị Aufseß có diện tích km², dân số thời điểm ngày 31 tháng 12 năm 2006 là 1368 người.

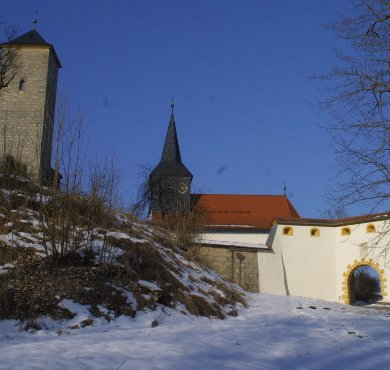
Lâu đài